# Dichloortetrafluorethaan
Dichloortetrafluorethaan, ook bekend onder de naam Freon 114, is een gehalogeneerde organische verbinding, met als brutoformule C2Cl2F4. Het is een kleurloos en reuk- of geurloos gas, dat zeer slecht oplosbaar is in water. De hier beschreven verbinding, volgens de IUPAC netter aangeduid met 1,2-dichloor-1,1,2,2-tetrafluorethaan, heeft ook een isomeer: beide chlooratomen bevinden zich aan hetzelfde koolstofatoom: 1,1-dichloor-1,2,2,2-tetrafluorethaan.

## Koelmiddel
Dichloortetrafluorethaan is een cfk dat gebruikt werd als koelmiddel. Sedert 1 januari 1996 is het door het Montréal-protocol verboden om nog in die context te gebruiken. Naast een schadelijke stof voor de ozonlaag is het ook een sterk broeikasgas (GWP-waarde van 10.000).

## Toxicologie en veiligheid
Bij contact met een heet oppervlak of met een vlam ontleedt deze stof onder vorming van giftige dampen, waaronder waterstofchloride en waterstoffluoride (in aanwezigheid van water).
Snelle verdamping van de vloeistof kan bevriezing veroorzaken. Dichloortetrafluorethaan kan effecten hebben op het hart en de bloedvaten, met als gevolg hartritmestoornissen.